# Niclas Lidström
Niclas Emil Gunnar Lidström, född 24 oktober 1979, är verksamhetsledare för Sveriges Blåbandsungdom (SBU).
Tidigare har Lidström, som är bosatt i Skövde, varit SBU:s förbundsordförande.